# Калиспел (Монтана)
Калиспел (енгл. Kalispell) град је у америчкој савезној држави Монтана.

## Демографија
По попису из 2010. године број становника је 19.927, што је 5.704 (40,1%) становника више него 2000. године.
| Група             | 2000.          | 2010.          |
| Белци             | 13.504 (94,9%) | 18.428 (92,5%) |
| Афроамериканци    | 40 (0,3%)      | 49 (0,2%)      |
| Азијати           | 79 (0,6%)      | 191 (1,0%)     |
| Хиспаноамериканци | 220 (1,5%)     | 568 (2,9%)     |
| Укупно            | 14.223         | 19.927         |